# Blackburn B-3
Blackburn B-3 là một mẫu thử máy bay ném bom ngư lôi của Anh, do hãng Blackburn Aircraft thiết kế chế tạo.

## Tính năng kỹ chiến thuật (M.1/30A)
Dữ liệu lấy từ Mason, The British Bomber since 1914 
Đặc điểm tổng quát
- Kíp lái: 2
- Chiều dài: 39 ft 10 in (12,14 m)
- Sải cánh: 49 ft 6 in (15,09 m)
- Chiều cao: 14 ft 7 in (4,45 m)
- Diện tích cánh: 651 ft² (30,5 m²)
- Trọng lượng rỗng: 6.138 lb (2.790 kg)
- Trọng lượng có tải: 10.393 lb (4.724 kg)
- Động cơ: 1 × Rolls-Royce Buzzard IIIMS kiểu động cơ piston V-12, 825 hp (615 kW)

 Hiệu suất bay 
- Vận tốc cực đại: 123 kn (142 mph, 229 km/h)
- Trần bay: 9.150 ft (2.790 m)
- Tải trên cánh: 16 lb/ft² (155 kg/m²)
- Công suất/trọng lượng: 0,079 hp/lb (130 W/kg)
- Lên độ cao 6.500 ft (2.000 m): 20 phút

Trang bị vũ khí

- 1 × súng máy Vickers.303 in (7,7 mm) (không phải Mk II) và 1 × súng máy Lewis.303 in (7,7 mm)
- 1 × ngư lôi 1.900 lb (860 kg) 18 in (457 mm) hoặc 4 × quả bom 551 lb (250 kg)